# Russische Orbitalstation

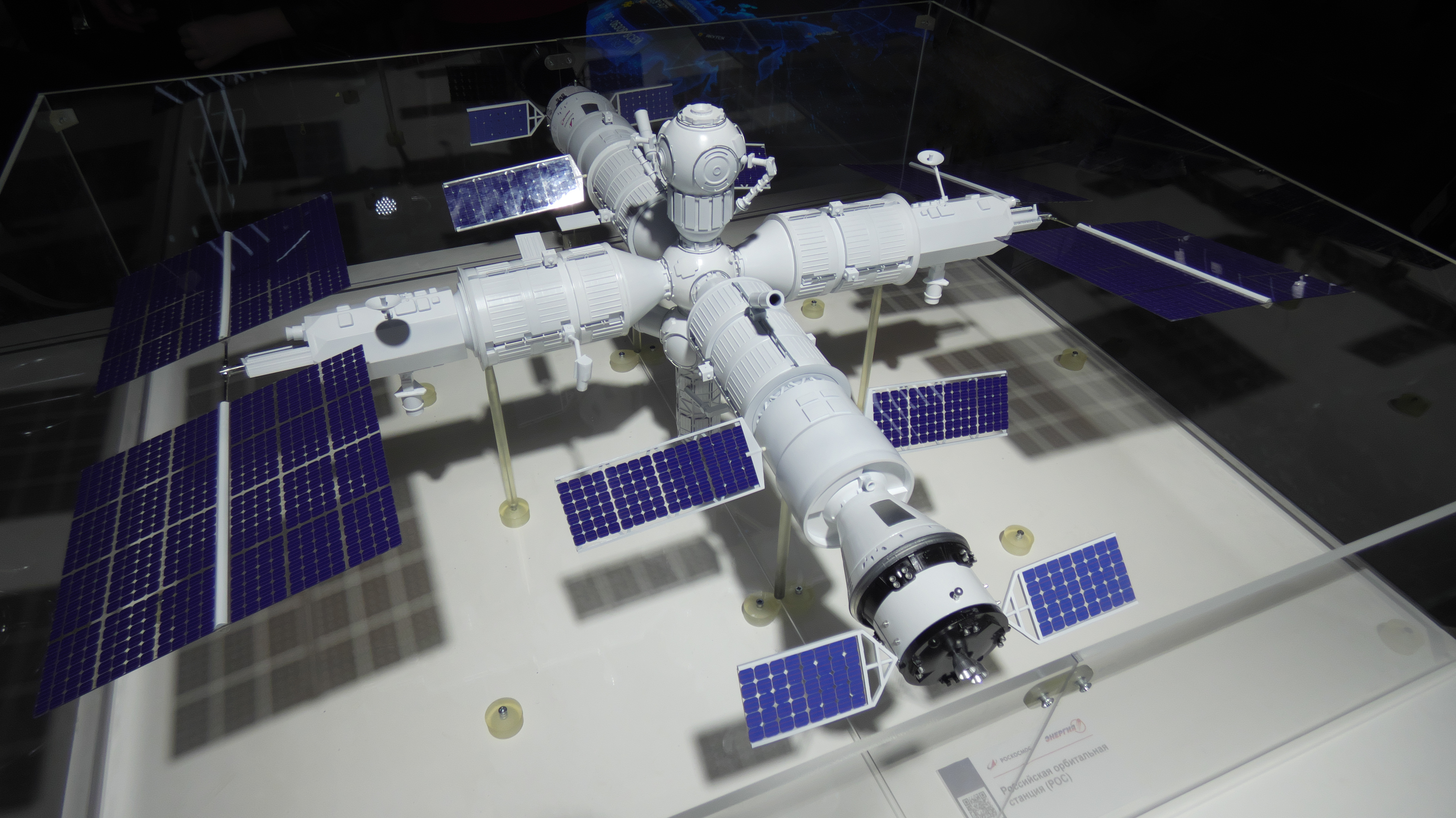
Modell der geplanten Raumstation (2022)

Die Russische Orbitalstation (russisch Российская орбитальная станция, kurz ROS; ursprünglich Russische orbitale Servicestation, ROSS) ist eine geplante Raumstation der russischen Weltraumorganisation Roskosmos. Eine erste bemannte Mission zu der Raumstation wird für das Jahr 2028 angestrebt.

## Planung
Der Beginn der Planungen wurde 2021 bekannt gegeben. Damit verbunden war die Ankündigung eines möglichen russischen Rückzugs von der Internationalen Raumstation (ISS) im Jahr 2025. Im Februar 2023 legte sich Russland auf 2028 für den Ausstieg aus der ISS fest. Die vorläufige Entwurfsplanung der neuen Raumstation wurde im April 2024 abgeschlossen. Der Start des ersten Moduls auf Basis des Wissenschafts- und Energiemoduls NEM 1 (ursprünglich für die ISS geplant) soll 2027 erfolgen. Von 2028 bis 2032 soll die Station um vier weitere Module erweitert werden.
An der ersten Mission zur ROS im Jahr 2028 sollen zwei Kosmonauten teilnehmen. Die Raumstation soll jedoch nicht permanent bemannt sein. Stattdessen sind zwei bemannte Missionen pro Jahr mit einer Dauer von maximal zwei Monaten vorgesehen, während die Versorgung der Station mit dem Progress-Raumtransporter erfolgen soll.

## Kosten
Die Kosten der Raumstation werden nach einer Meldung der russischen Nachrichtenagentur TASS auf umgerechnet  6,6 Milliarden US-Dollar geschätzt. Am 2. Juli 2024 berichtete Roskosmos über die Unterzeichnung von Verträgen zur Errichtung einer russischen Orbitalstation.